# Міжнародна асоціація із захисту свободи слова
Міжнародна асоціація із захисту свободи слова (IFEX) — незалежна організація, яка займається захистом свободи слова.
IFEX заснована у 1992 році в Монреалі. Одним із засновників Міжнародної асоціації із захисту свободи слова є Комітет захисту журналістів.
IFEX складається із 71 організації, які стежать за станом свободи слова і відсилають зібрану ними інформацію певним особам та організаціям у всьому світі.

## Неповний список членів IFEX
- Всесвітня газетна асоціація
- Центр екстремальної журналістики (Росія) припинив роботу[1]
- Adil Soz (Міжнародний фонд захисту свободи слова) [Архівовано 15 липня 2020 у Wayback Machine.] (Казахстан)
- Фонд захисту гласності [Архівовано 13 липня 2020 у Wayback Machine.] (Росія)
- African Free Media Foundation [Архівовано 16 липня 2020 у Wayback Machine.] (Кенія)
- Algerian Centre for the Defence of Press Freedom (Алжир)
- Alliance of Independent Journalists [Архівовано 15 липня 2020 у Wayback Machine.] (Індонезія)
- ARTICLE 19 [Архівовано 11 серпня 2010 у Wayback Machine.] (Велика Британія)
- Arab Archives Institute (Йордан)
- Arabic Network for Human Rights Information (HRinfo.net) [Архівовано 5 квітня 2022 у Wayback Machine.] (Єгипет)
- Association of Independent Electronic Media (Сербія та Чорногорія)
- Cairo Institute for Human Rights Studies [Архівовано 26 листопада 2001 у Wayback Machine.] (Єгипет)
- Canadian Journalists for Free Expression [Архівовано 22 липня 2020 у Wayback Machine.] (Канада)
- Cartoonists Rights Network (США)
- Center for Human Rights and Democratic Studies (Непал)
- Center for Media Freedom and Responsibility [Архівовано 17 жовтня 2006 у Wayback Machine.] (Філіппіни)
- Center For Media Studies & Peace Building [Архівовано 22 лютого 2007 у Wayback Machine.] (Ліберія)
- Center for Informative Reports on Guatemala (CERIGUA) (Гватемала)
- Center for Social Communication [Архівовано 24 липня 2020 у Wayback Machine.] (Мексика)
- Committee to Protect Journalists [Архівовано 22 вересня 2007 у Wayback Machine.] (США)
- Institute of Mass Information [Архівовано 11 липня 2020 у Wayback Machine.] (Україна)
- Egyptian Organization for Human Rights [Архівовано 26 січня 2007 у Wayback Machine.] (Єгипет)
- Ethiopian Free Press Journalists 'Association [Архівовано 30 грудня 2004 у Wayback Machine.] (Ефіопія)
- Federation of Nepalese Journalists [Архівовано 11 серпня 2017 у Wayback Machine.] (Непал)
- Federation of Quebec Journalists [Архівовано 8 вересня 2018 у Wayback Machine.] (Канада)
- Freedom House [Архівовано 2 жовтня 2019 у Wayback Machine.] (США)
- Freedom of Expression Institute [Архівовано 18 серпня 2019 у Wayback Machine.] (ПАР)
- Foundation for Press Freedom [Архівовано 15 квітня 2017 у Wayback Machine.] (Колумбія)
- Free Media Movement [Архівовано 9 серпня 2018 у Wayback Machine.] (Шрі-Ланка)
- Globe International [Архівовано 15 липня 2020 у Wayback Machine.] (Монголія)
- Greek Helsinki Monitor (Греція)
- Guatemalan Association of Journalists — Press Freedom Committee (Гватемала)
- Hong Kong Journalists Association [Архівовано 8 липня 2020 у Wayback Machine.] (Гонконг / Китай)
- Human Rights Watch [Архівовано 20 квітня 2011 у Wayback Machine.] (США)
- Центр незалежної журналістики (Молдова)
- Independent Journalism Centre (Нігерія)
- Index on Censorship (Велика Британія)
- Institute for Press and Society (Перу)
- Institute for the Studies on Free Flow of Information (Індонезія)
- Inter American Press Association [Архівовано 11 серпня 2015 у Wayback Machine.] (США)
- International Federation of Journalists [Архівовано 5 грудня 2006 у Wayback Machine.] (Бельгія)
- International PEN — Writers in Prison Committee [Архівовано 22 вересня 2019 у Wayback Machine.] (Велика Британія)
- International Press Institute [Архівовано 13 листопада 2006 у Wayback Machine.] (Австрія)
- International Publishers Association [Архівовано 26 серпня 2018 у Wayback Machine.] (Швейцарія)
- IPS Communication Foundation (BIANET) [Архівовано 15 липня 2020 у Wayback Machine.] (Туреччина)
- Journalist in Danger [Архівовано 12 липня 2020 у Wayback Machine.] (Конго)
- Journalists 'Trade Union (Азербайджан)
- Media, Entertainment and Arts Alliance [Архівовано 27 листопада 2015 у Wayback Machine.] (Австралія)
- Media Foundation for West Africa [Архівовано 9 серпня 2020 у Wayback Machine.] (Гана)
- Media Institute (Кенія)
- Media Institute for Southern Africa [Архівовано 16 липня 2020 у Wayback Machine.] (Намібія)
- Media Rights Agenda [Архівовано 7 липня 2020 у Wayback Machine.] (Нігерія)
- Media Watch (Бангладеш)
- Netherlands Association of Journalists [Архівовано 15 липня 2020 у Wayback Machine.] (Нідерланди)
- Norwegian PEN (Норвегія)
- Observatory for the Freedom of Press, Publishing and Creation in Tunisia (Туніс)
- Pacific Islands News Association [Архівовано 10 серпня 2020 у Wayback Machine.] (Фіджі)
- Pakistan Press Foundation [Архівовано 2 серпня 2020 у Wayback Machine.] (Пакистан)
- Paraguayan Union of Journalists (Парагвай)
- PEN American Center [Архівовано 11 жовтня 2006 у Wayback Machine.] (США)
- PEN Canada [Архівовано 6 квітня 2007 у Wayback Machine.] (Канада)
- PROBIDAD (Ель-Сальвадор)
- Reporters Without Borders [Архівовано 3 січня 2012 у Wayback Machine.] (Франція)
- Southeast Asian Press Alliance [Архівовано 31 липня 2020 у Wayback Machine.] (Таїланд)
- South-East European Network for the Professionalization of the [Архівовано 3 серпня 2020 у Wayback Machine.] Media (Румунія)
- Thai Journalists Association [Архівовано 10 липня 2020 у Wayback Machine.] (Таїланд)
- West African Journalists Association (Сенегал)
- World Association of Community Radio Broadcasters (AMARC) (Канада)
- World Association of Newspapers (Франція)
- World Press Freedom Committee [Архівовано 24 липня 2010 у Wayback Machine.] (США)

## Див. Також
- Цензура в Інтернеті